# Nora-Jane Noone
Pour les articles homonymes, voir Noone.
Nora-Jane Noone [ˈnɔːrə d͡ʒeɪn nuːn] est une actrice irlandaise née le 8 mars 1984 à Galway (Irlande).

## Filmographie

### Cinéma
- 2002 : The Magdalene Sisters : Bernadette
- 2004 : Ella au pays enchanté (Ella Enchanted) : Fée No. 1
- 2004 : News for the Church : Girl
- 2004 : The Listener : Woman
- 2005 : The Descent : Holly
- 2007 : Speed Dating : Juliet Van Der Bexton
- 2008 : Doomsday : Read
- 2008 : Beyond the Rave : Jen
- 2008 : Insatiable : Ellie
- 2009 : Trough the Night : Lil
- 2009 : Stranded : Josie
- 2009 : Carnage : Blood Hunt : Saiorse Reilly
- 2009 : Savage : Michelle
- 2009 : The Descent: Part 2 : Holly
- 2010 : Small Change : Karen
- 2010 : The Guards (téléfilm) : Kate
- 2011 : Go Straight to Hell : Bonnie
- 2015 : Brooklyn : Sheila
- 2017 : 12 Feet Deep : Bree
- 2017 : The Capture : Alex
- 2019 : Darlin' (en) : Sœur Jennifer
- 2019 : Faith : Carol
- 2020 : Know Your Enemy : Chantal
- 2020 : Wildfire : Lauren
- 2022 : My Sailor, My Love : Kelly
- 2024 : Le Clan des bêtes (Bring Them Down) de Christopher Andrews : Caroline

### Télévision
- 2005 : Coronation Street (série télévisée) (9 épisodes) : Louise
- 2005 : Holby City (série télévisée) (1 épisode) : Daryl O'Connor
- 2006 : Afterlife (série télévisée) (saison 2, épisode 1) : Tessa
- 2009 : The Day of the Triffids (série télévisée) (2 épisodes) : Lucy
- 2011 : The Runaway (en) (série télévisée) (4 épisodes) : Caitlin
- 2011 : Garrow's Law (série télévisée) (1 épisode) : Catherine Quinn
- 2013 : Deception (série télévisée) (5 épisodes) : Aoifey Stacey
- 2013 : Atlantis (série télévisée) (1 épisode) : Atalanta
- 2022 : Icpress Files (série télévisée) (6 épisodes) : Dr Karen Newton